# Walter Leblanc
Walter Leblanc (Antwerpen, 26 december 1932 – Opzullik, 14 januari 1986) was een Belgisch beeldend kunstenaar. Hij was stichtend lid van de groep G 58, die deel maakte van de internationale beweging "Nouvelle Tendance" en hij participeerde aan tentoonstellingen van de Zero groep.

## Biografie
Na zijn opleiding aan de Koninklijke Academie voor Schone Kunsten (1949-1954) en aan het Nationaal Hoger Instituut (1955-1956) in Antwerpen – studies die nog in het teken stonden van de figuratieve kunst – evolueerde hij in de richting van de monochrome kunst, de op-art en de kinetische kunst.
De activiteiten van de groep G58 (1958-1962) in het Antwerpse Hessenhuis, waarvan hij de medeoprichter was, waren voor Leblanc richtinggevend. Hij kwam er in contact met de internationale avant-garde, zoals de Duitse Zero-groep (1958-1966), Nul uit Nederland (1960-1965) en werd lid van de internationale beweging Nouvelle Tendance (1961-1968).
In 1959 introduceerde Leblanc de torsie als basiselement in zijn werk. In de Twisted Strings werden getorste katoendraden gespannen op een monochroom, meestal wit, oppervlak. Afhankelijk van de verplaatsing van de toeschouwer en de wisselende lichtinval op het reliëf, ontstaat in het oog van de participant een vibrerend, optisch effect. In de Mobilo Statics, werden de katoendraden vervangen door tweekleurige polyvinyl-linten. De Torsions ontwikkelden zich verder tot vrijstaande sculpturen uit gelakt metaal of hout. In 1975 ontstonden de Archetypes, geprogrammeerde reeksen, waarin Leblanc via tekeningen en sculpturen uit geoxideerd staal, de combinatiemogelijkheden van geometrische grondvormen, zoals de driehoek, het vierkant, de cirkel en hun afgeleiden onderzocht.
Doorheen het hele oeuvre van de kunstenaar, is er een tendens aanwezig om uit het vlak te treden. In de Archetypen ging dit gepaard met een toenemende monumentaliteit die een hoogtepunt bereikte met de architectonische integratie in Simonis (metrostation) te Brussel (1981-1986).
Zijn zin voor monumentaliteit en een zuivere, geometrische vormgeving en ook de modulaire, seriële en systematische opbouw van zijn werken, tonen verwantschap met het minimalisme. Maar in tegenstelling tot het industriële karakter van de minimale kunst, getuigen de werken van Leblanc van een poëtische en subtiele eenvoud.
Vanaf 1977 tot 1986 doceerde Walter Leblanc aan het Nationaal Hoger Instituut voor Bouwkunst en Stedenbouw te Antwerpen.
Op 14 januari 1986 kwam de kunstenaar om het leven bij een auto-ongeval.

## Individuele tentoonstellingen
1961: Brussel, Paleis voor Schone Kunsten, Walter Leblanc
1965: Krefeld, Galerie 123, Walter Leblanc Mobilo-statics
1968: Brussel, Paleis voor Schone Kunsten, Walter Leblanc Torsions; FrieBurg i.Br., Kunstverein, Leblanc Torsions
1974: Bazel, Schweizer Mustermesse, Fünfte Internationale Kunstmesse, Art 5’ 74, Galerie Regio, Walter Leblanc 1959-1974
1989: Brussel, Atelier 340, Walter Leblanc Bijdrage tot de geschiedenis van ‘Nieuwe Tendentie’'‘; 
Ludwigshafen, Wilhem-Hack Museum, Walter Leblanc Retrospektive'‘; Bottrop, Josef Albers Museum Quadrat, Walter Leblanc Retrospektive, Bilder - Objekte - Plastiken; Salzburg, Museum Carolino Augusteum, Walter Leblanc Eine retrospektive
1990: Oostende, Provinciaal Museum voor Moderne Kunst, P.M.M.K., Walter Leblanc
1996: Oostende, Provinciaal Museum voor Moderne Kunst, P.M.M.K., Walter Leblanc, Reliëfs op papier 1957-1962
1997: Düsseldorf, Galerie Schoeller, Walter Leblanc, Bilder, Arbeiten auf Papier und Skulptur
2001: Gent, Stedelijk Museum voor Actuele Kunst, S.M.A.K., Walter Leblanc
2002: Brussel, Galerie Amaryllis, Walter Leblanc
2003: Kaiserslautern, Galerie Wack, Walter Leblanc'‘; Amsterdam, Galerie Parade, Walter Leblanc (1932-1986) Tentoonstelling van de vroege werken van deze Belgische Zero-kunstenaar
2005: Oostende, Benoot Gallery, Walter Leblanc - Twisted Strings, Sculpturen / Torsions
2007: Rennes, Galerie Oniris, Walter Leblanc; Den Haag, Galerie de Rijk, Walter Leblanc; Brussel, Galerie Artiscope, Walter Leblanc. Leblanc dans la lumière; Knokke, OFFA Gallery, Walter Leblanc at OFFA
2008: Knokke, André Simoens Gallery, Walter Leblanc; Brussel, Het Archief van de Stad Brussel, Walter Leblanc
2009: Milano, Studio Gariboldi, Walter Leblanc; Paris, Galerie Denise René, Walter Leblanc
2010: Knokke, André Simoens Gallery, Walter Leblanc
2011: Brussel, Koninklijke Musea voor Schone Kunsten van België, Walter Leblanc; Den Haag, Galerie De Rijk, Walter Leblanc; London, The Mayor Gallery, Walter Leblanc, Paintings & Sculptures from 1960-1983; Milano, Studio Gariboldi, Walter Leblanc; Brussel, Galerie Artiscope, Walter Leblanc
2013: London, The Mayor Gallery, Walter Leblanc, works on paper & sculptures from 1963-1985; Den Haag, Galerie De Rijk, Walter Leblanc

## Groepstentoonstellingen
1960: Leverkusen, Städtisches Museum, Schloss Morsbroich, Monochrome Malerei
1962: Antwerpen, G 58 Hessenhuis, Anti-Peinture; Gent, St. Pietersabdij, Forum 62; Bern, Galerie Schindler, Zero
1963: San Marino, Palazzo del Kursaal, IV Biennale Internazionale d’Arte Oltre l’informale; Frankfurt/M, Galerie d, Schwanenhalle des Römers, Europaïsche Avantgarde; Venezia, Fondazione Querini Stampalia, Nuova Tendenza 2
1964: Leverkusen, Städtisches Museum, Schloss Morsbroich, Neue Tendenzen; Paris, Musée des arts décoratifs, Palais du Louvre, Propositions visuelles du mouvement international Nouvelle Tendance; London, Mc Roberts and Tunnard Gallery, R. Wills, Fontana, Leblanc, Piene; London, Redfern Gallery, Structures Vivantes, Agam, Bury, Fontana, Leblanc, Soto, Vasarely
1965: Bern, Galerie Aktuell, Aktuell 65: Neue Tendenzen, Arte programmata, Anti-peinture, Zéro, Nul, Recherche d’art visuel, Recherche continuelle; New York, Museum of Modern Art, The Responsive Eye; Milan, Atelier de Fontana, Zéro Avant-garde; Bern, Kunsthalle, Licht und Bewegung/Kinetische Kunst; San Marino, Palazzo del Kursaal, Ve Biennale internazionale d’Arte Contemporanea; Brussel, Paleis voor Schone Kunsten, Lumière, mouvement et optique; Lincoln, The Cordova Museum, White on white; Baden-Baden, Kunsthalle, Licht und Bewegung/Kinetische Kunst
1966: Düsseldorf, Kunsthalle, Licht und Bewegung/Kinetische Kunst; Eindhoven, Stedelijk van Abbemuseum, Triennale der Zuidelijke Nederlanden; Bern, Kunsthalle, Weiss auf Weiss; Gelsenkirchen, Halfmannshof, Bonalumi, Cruz Diez, Leblanc, Rickey, Sommer, Soto
1967: Frankfurt/M, Studio Galerie, Goethe Universität, Serielle Formationen; Krefeld, Galerie Denise René/Hans Mayer, Vom Konstruktivismus zur Kinetik 1917 bis 1967; Paris, Musée d’Art Moderne de la ville, Cinquième biennale de Paris
1968: Berlin, Haus am Waldsee, Kinetische Kunst
1969: Nürnberg, Kunsthalle, Biennale Konstruktive Kunst: Elemente und Prinzipien
1970: Venezia, 35e Biennale internazionale d’arte; Krefeld, Galerie Denise René/Hans Mayer, Zero in Krefeld 1970
1972: Köln, Galerie Gmurzynska + Bargera, Konstruktivismus Entwicklung und Tendenzen seit 1913
1979: Gent, Sint-Pietersabdij, De Jaren 60 Kunst in België; Antwerpen, Koninklijk Museum voor Schone Kunsten, Zero Internationaal Antwerpen
1980: Brussel, Paleis voor Schone Kunsten, Europalia België/Nederland Knooppunten en Parallellen in de kunst na 1945
1981: Rotterdam, Museum Boijmans Van Beuningen, Europalia België/Nederland Knooppunten en Parallellen in de kunst na 1945
1983: ’s Gravenhage, Haags Gemeentemuseum, Informele kunst in België en Nederland, 1955-1960 Parallellen in de Nederlandstalige literatuur
1984: Brussel, Atelier 340, Sculpturaal oppervlak
1985: Salzburg, Museum Carolino Augusteum, Eine Europaïsche Bewegung Bilder und Objekte aus der Sammlung Lenz Schönberg
1986: Brussel, Koninklijke Musea voor Schone Kunsten, Rapports Plan-Espace; Mönchengladbach, Städtisches Museum Abteiberg, Sammlung Etzold Ein Zeitdokument
1990: Brussel, Paleis voor Schone Kunsten, 40 jaar Jonge Belgische Schilderkunst Een actuele visie op een historische keuze
1997: Bottrop, Quadrat Bottrop, Josef Albers Museum, 20 Jahre Moderne Galerie, Aufbau einer Sammlung konkreter Kunst; Esslingen, Galerie der Stadt Esslingen Villa Merkel, Zero und Paris 1960; Oostende, Het Kunsthuis, Walter Leblanc; Brussel, Stichting voor Hedendaagse Belgische Kunst, Acquisities 1994/1996
1998: Bruxelles, Atelier 340, Atelier 340, Aanzet tot de verzameling, Ludwigshafen, Wilhelm-Hack-Museum, Kunst im Aufbruch Abstraktionzwischen 1945 und 1959
1999: Darmstadt, Kunstverein Darmstadt, Noir, Zwart, Schwarz im skulpturalen Bereich; Bonn, Kunst- und Austellungshalle der Bundesrepublik Deutschland, Ausgewählt, Arbeiten auf Papier aus der Sammlung des Deutschen Bundestages; Mönchengladbach, Museum Abteiberg, Zeit - Bewegung - Stille; Brussel, Galerie Amaryllis, De Keuze van Herman Liebaers: 10 kunstenaars van de Metro; Saarbrücken, Galerie St. Johann, 30 Jahre Galerie St. Johann. 30 x30 x 30 Malerei, Objekte, Zeichnungen
2000: Mönchengladbach, Museum Abteiberg, 30 Jahre Sammlung Etzold; Charleroi, Université du Travail Paul Pastur, Musée en œuvre(s). Collection de la Province de Hainaut. Acquisitions récentes 1996-2000;  Saarbrücken, Galerie St. Johann, Kleine Skulpturen und Plastiken
2001: La Louvière, Musée Ianchelevici, Art construit belge d’hier à demain;  Saarbrücken, Galerie St. Johann, Poesie der Farben
2002: Amsterdam, Galerie Parade, Zero in Galerie Parade
2003: Düsseldorf, Galerie Storms, Letzte Ausstellung der Galerie Schoeller – ein Rückblik als Stiftung; Brussel, Le Botanique, Abstractions, un siècle d’art abstrait en Wallonie et à Bruxelles; La Louvière, Centre de la Gravure et de l'Image imprimée, Un jardin secret - Collection Monique Dorsel et Emile Lanc; Gent, Stedelijk Museum voor Actuele Kunst, S.M.A.K., Gelijk het leven is. Belgische en internationale kunst uit de collectie;  Düsseldorf, Galerie Schoeller, Letzte Ausstellung der Galerie Schoeller - ein Rüblick als Stiftung; Brussel, Atelier 340, Geschiedenis van een verzameling  (1979-2003) ; Otterlo, Kröller-Müller Museum, Bastiaans/Leblanc; Liège, Musée d'Art Moderne et d'Art Contemporain de la Ville de Liège, «Chaque minute, l’Art à Liège change le monde », quinze regards sur la collection de la Cera Foundation
2004: Zagreb, Museum für Zeitgenössische Kunst Zagreb, ZERO die Europäische Vision 1958 bis heute, Sammlung Lenz Schönberg'‘; Amsterdam, Galerie Parade, Wit Weiss White Blanc; Den Haag, Galerie De Rijk, Nul/Zero; Le Cateau-Cambresis, Musée Matisse, Mesures art international: J.Carter, J. Delahaut, F. Ilgen, M. Kidner, W. Leblanc, J.P. Maury, V. Molnar, S.Rompza; Düren, Leopold-Hoesch-Museum, Stets konkret. Die Hubertus Schoeller Stiftung; La Louvière, Musée Ianchalevici, Sculpture construite belge (Géométries variables); Ludwigshaven, Wilhelm-Hack Museum, 25 Jahre Wilhelm-Hack Museum –25 Jahre Sammeln;  Machelen-Zulte, Roger Raveelmuseum, Witslag: Het Wit in de Witte Architectuur van het Raveelmuseum; Verviers, Musée des Beaux Arts de Verviers, 50 ans de coups de coeur; Paris, Centre Pompidou, Acquisitions récentes. Œuvres contemporaines
2005: Kaiserslautern, Galerie Wack, Papier + metal gruppenaustellung; Oostende, Benoot Gallery, Abstract Art
2006: Salzburg, Museum der moderne, ZERO. Künstler einer europäischen Bewegung. Sammlung Lenz Schönberg 1956 – 2006;  Düsseldorf, Museum Kunst Palast, ZERO – Internationale Künstler-Avantgarde der 50er/60er Jahre; Kaiserlautern, Galerie Wack, Künstler der Zero-Bewegung; Den Haag, Galerie de Rijk, Zomertentoonstelling; Ingolstadt, Museum für Konkrete Kunst, Die Neuen Tendenzen – Eine europäische Künstlerbewegung 1961 – 1973; Saint-Etienne, Musée d’art moderne, ZERO – avant-garde internationale des années 1950-1960; Saarbrücken, Galerie St. Johann, « Wunderkammer » Jahresausstellung 2006
2007: Würzburg, Museum im Kulturspeicher, Ausgerechnet… Mathematik und Konkrete Kunst; Düren, Leopold Hoesch Museum, Die Neuen Tendenzen Eine europäische Kuenstlerbewegung 1961-1973; Ingolstadt, Museum für Konkrete Kunst, 15 Jahre MKK; Zürich, Haus Konstruktiv, « Visionäre Sammlung » : Vol.4 – Neue Werke 05-07; Oostende, Benoot Gallery, Black & White; Saarbrücken, Galerie St. Johann, « Frisch gestrichen – peinture fraîche » Jahresausstellung 2007
2008: Mons, Beaux-Arts Mons, BAM, Cobra passages. Collection Thomas Neirynck; Verviers, Musée des Beaux-Arts, Le cube au carré; Liège, Musée de l'Art wallon, José PICON. Un demi-siècle d’abstraction; Den Haag, Galerie de Rijk, Walter Leblanc en tijdgenoten; Schilde, Museum Albert Van Dyck, G 58; Den Haag, Galerie de Rijk, klein maar FIJN; Munich, Galerie Leu, ZERO
2009: Den Haag, Galerie de Rijk, Groepstentoonstelling; London, Bartha Contemporary, Hartmut Böhm, Walter Leblanc, Klaus Staudt; Nuoro, MAN_Museo d'Arte Provincia di Nuoro, Something Else!!!! Una selezione di settanta opere provenienti dal belga S.M.A.K.; Den Haag, De Rijk Fine Art, Zwart – Wit; Roosendaal, Museum Tongerlohuys, Van Altink tot Zandvliet
2010: Den Haag, De Rijk Fine Art, Walter Leblanc en tijdgenoten; Neuss, Langen Foundation, Jeff Verheyen and Friends; Namur, Maison de la Culture de Namur, l'Abstraction belge depuis 1945, dans la collection Dexia; Brussel, European Council, Cabinet of curiosities from Belgium for Europe; Rennes, Galerie Oniris, Petits formats et oeuvres sur papier
2011: Rennes, Galerie Oniris, Walter Leblanc & Gerhard Doehler; Schiedam, Stedelijk Museum, Nul= 0; Verviers, Musée des Beaux-Arts de Verviers, Or blanc; Venezia, Biennale internazionale d’arte, Palazzo Fortuny, TRA, Edge of Becoming; Brussel, Galerie Pierre Hallet, 10 canaris et 10 abstraits; Brussel, Atelier 340, Culture "reLAXATIVE"; Brussel, Patrick Derom Gallery, Modern Classics; Rennes, Galerie Oniris, Petits formats et oeuvres sur papier
2012: Antwerpen, M HKA, Nieuwe Kunst in Antwerpen 1958-1962, de Zoldermythe; Antwerpen, ING, Hernieuwde aandacht voor Antwerpse kunstenaars G58 Hessenhuis en de Nieuwe Vlaamse School; Antwerpen, M HKA, Nieuwe Kunst in Antwerpen 1958-1962, Maar het zien zelf; Rennes, Galerie Oniris, petits formats et oeuvres sur papier; Knokke, MDZ Art Gallery, White
2013: Venlo, van Bommel van Dam Museum, Collectie Manders, Naar eenvoud en verstilling; Antwerpen, KMSKA, De Modernen, Avant-garde; Paris, Galeries nationales du Grand Palais, Dynamo ! Un siècle de mouvement et de lumière dans l'art; Brussel, Koninklijke Musea voor Schone Kunsten, Sculptuur na 1945 De keuze van de conservatoren; Milano, Galleria Stein, Zero Avant-garde; Leuven, M-Museum, Publiek Aan Zet; Miami, Espace expression, Homage to Denise René
2014: Gent, S.M.A.K, RE : Painted; Brussel, Artiscope, Diptyques, triptyques, polyptyques; Mons, Musée des Beaux-Arts de la ville de Mons, Abstractions géométriques belges de 1945 à nos jours; Düsseldorf, Beck & Eggeling, Zero – Zeit Mack und Seine Künstlerfreunde; New York, Solomon R. Guggenheim Museum, Zero : Countdown to tomorrow; Venezia, Padiglione delle Arti, Around Zero; Galerie t’Kint de Roodenbeke, Walter Leblanc, paintings and relief painting; New York, Moeller Gallery, Zero in Vibration, Vibration in Zero
2015: Den Haag, De Rijk Fine art, Nul Zero Gruppo N; Berlin, Martin-Gropius-bau, Zero, The international art movement of the 1950s and 1960s; London, Cortesi Gallery, Atmosfera Zero; Nürnberg, Deutsche Bahn Stiftung, von ZERO an; Amsterdam, Stedelijk Museum Amsterdam, Zero: let us explore the stars; Mouans-Sartoux, L’Espace de l’art concret, L’abstraction belge. ZERO: MDZ ART GALLERY, Knokke

## Collecties
Deutsche Bank AG, Frankfurt am Main
Deutsche Bahn Stiftung, Nürnberg
Josef Albers Museum Quadrat, Bottrop
Kaiser Wilhelm Museum, Krefeld
Kunsthalle Mannheim, Mannheim
Kunstmuseum Bochum - Kunstsammlung, Bochum
Kunstsammlungen der Ruhr-Universität Bochum, Campusmuseum, Sammlung Moderne
Leopold-Hoesch-Museum (Die Hubertus Schoeller Stiftung), Düren
Museum für Konkrete Kunst, Ingolstadt
Museum gegenstandsfreier Kunst, Otterndorf
Museum Kunst Palast, Düsseldorf
Pfalzgalerie, Kaiserslautern
Sammlung Etzold, Museum Abteiberg, Mönchengladbach
Wilhelm-Hack-Museum, Ludwigshafen Am Rhein
Zero Foundation, Düsseldorf
Museum im Kulturspeicher Würzburg, Sammlung Peter C. Ruppert - Konkrete Kunst in Europa nach 1945
Macba, Buenos aires
Sammlung Lenz Schönberg, Söll
Atelier 340 Muzeum, Jette
Nationale Bank van België, Brussel
Belgacom Art, Brussel
Callewaert Vanlangendonck Collection, Antwerpen
Centre de la Gravure et de l’Image Imprimée, La Louvière
Cera, Leuven
Collectie Vlaamse Gemeenschap, Brussel
Collection de la Province de Hainaut, Charleroi
Collectie Delen, Brussel
Collectie Dexia, Brussel
Collection du Ministère de la Communauté française de Belgique, Brussel
Collectie ING België, Brussel
Fondation Roi Baudouin, Fonds Thomas Neirynck en dépôt au BAM, Mons
Koninklijk Museum voor Schone Kunsten Antwerpen
Kunstcollectie Provincie Antwerpen
Musée de Louvain-la-Neuve, Louvain-la-Neuve
Musée des Beaux-Arts (Les Amis des Musées de Verviers), Verviers
Museum van Elsene, Brussel, Brussel
Koninklijke Musea voor Schone Kunsten van België, Brussel
Museum Plantin-Moretus - Prentenkabinet, Antwerpen
Mu.Zee - Kunstmuseum aan Zee, Oostende
Plasticarium, Brussel
SMAK, Stedelijk Museum voor Actuele Kunst, Gand
Metrostation SIMONIS, Brussel
Stedelijk Musea, Mechelen
Universiteit Antwerpen - Kunst op de Campus, Antwerpen
Musée d’Art Moderne de Montréal
Centre Pompidou, Paris
MAMAC - Musée d’Art Moderne et d’Art Contemporain, Nice
Musée du château des ducs de Wurtemberg, Montbéliard
Musée de Grenoble
Museum of Contemporary Art, Zagreb
Fondazione Calderara, Vaciago
Caldic Collectie, Rotterdam
Kröller-Müller Museum, Otterlo
Museum Boijmans Van Beuningen, Rotterdam
Stedelijk Museum, Amsterdam
Sammlung Lenz Schönberg, Söll
Haus Konstruktiv, Zürich
The Museum of Drawers by Herbert Distel, Kunsthaus, Zürich
J.P. Morgan Chase Art Collection, New York

## Prijzen en onderscheidingen
1964: Laureaat van de Prijs Jonge Belgische Schilderkunst
1966: Laureaat van de Europaprijs voor Schilderkunst van de Stad Oostende
1967: Laureaat van de 5e Biënnale van Parijs
1969: Eugène Baie Prijs voor schilderkunst, provincie Antwerpen
1974: Prijs van de Kamer van Koophandel van Bazel voor zijn onemanshow op de kunstbeurs Art 
5’74